# Buitenveldert (tuinstad)

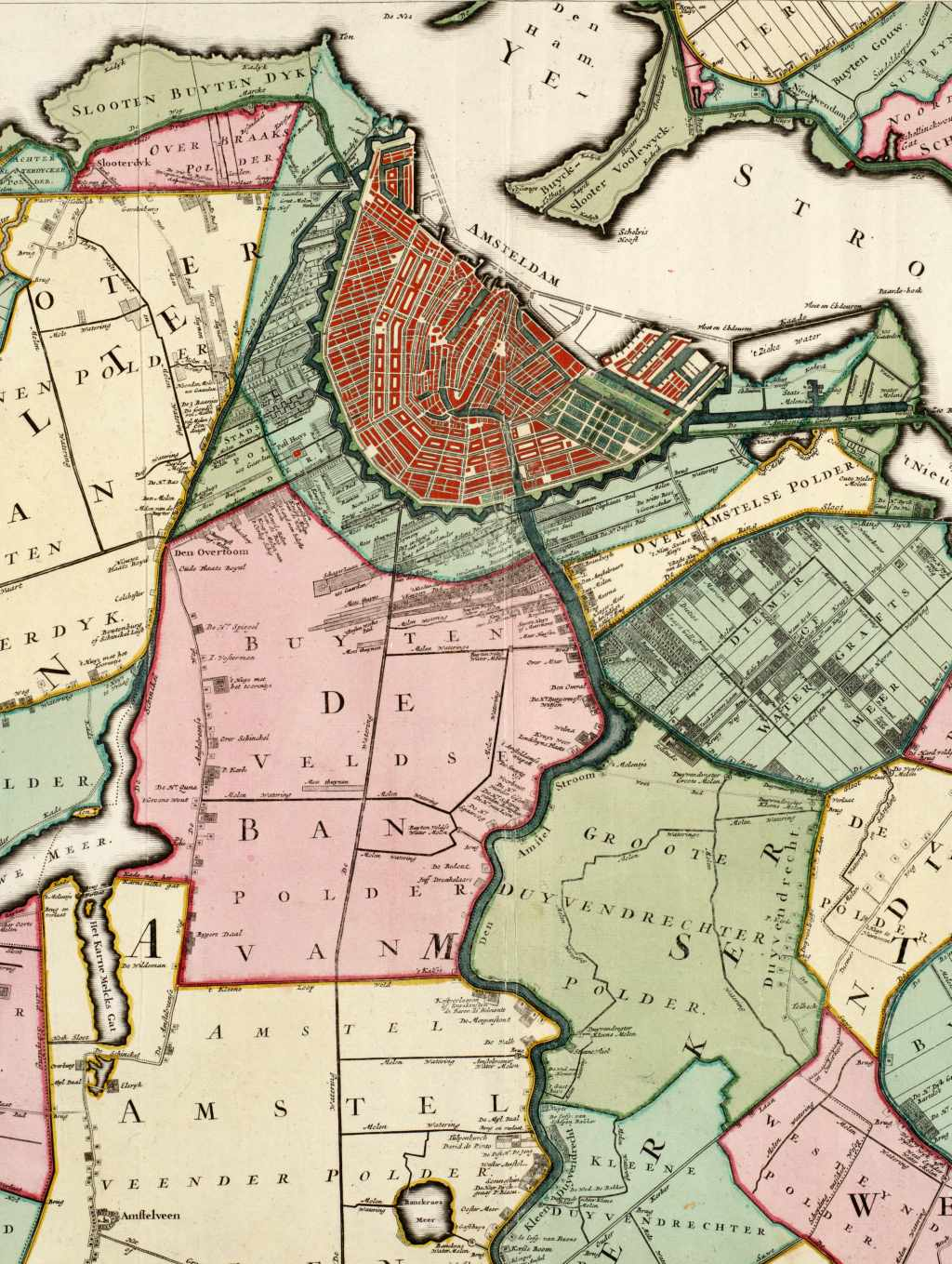
Buitenveldert is genoemd naar en ligt in de Binnendijkse Buitenvelderse polder, gelegen in het midden op deze 18e-eeuwse kaart van Nieuwer-Amstel (hier nog aangeduid als "Buijtenveldse polder").

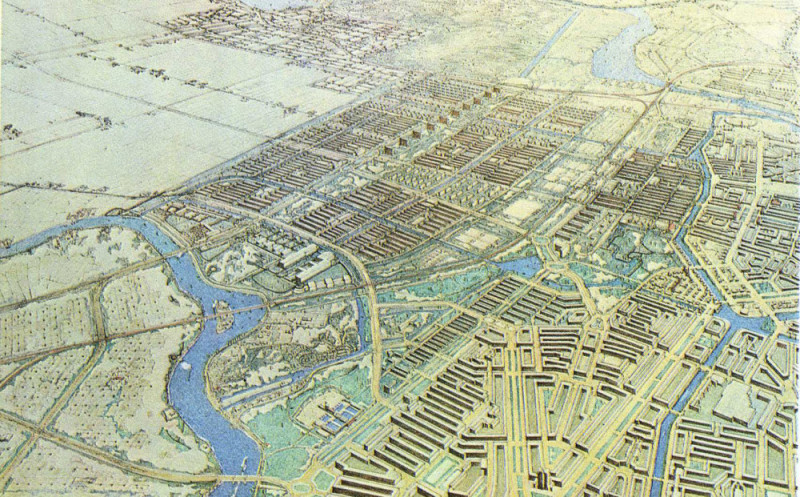
Vogelvlucht Plan Zuid en Buitenveldert, behorend bij het Algemeen Uitbreidings Plan van Amsterdam uit 1934 van Cornelis van Eesteren, gezien vanuit het noordoosten.

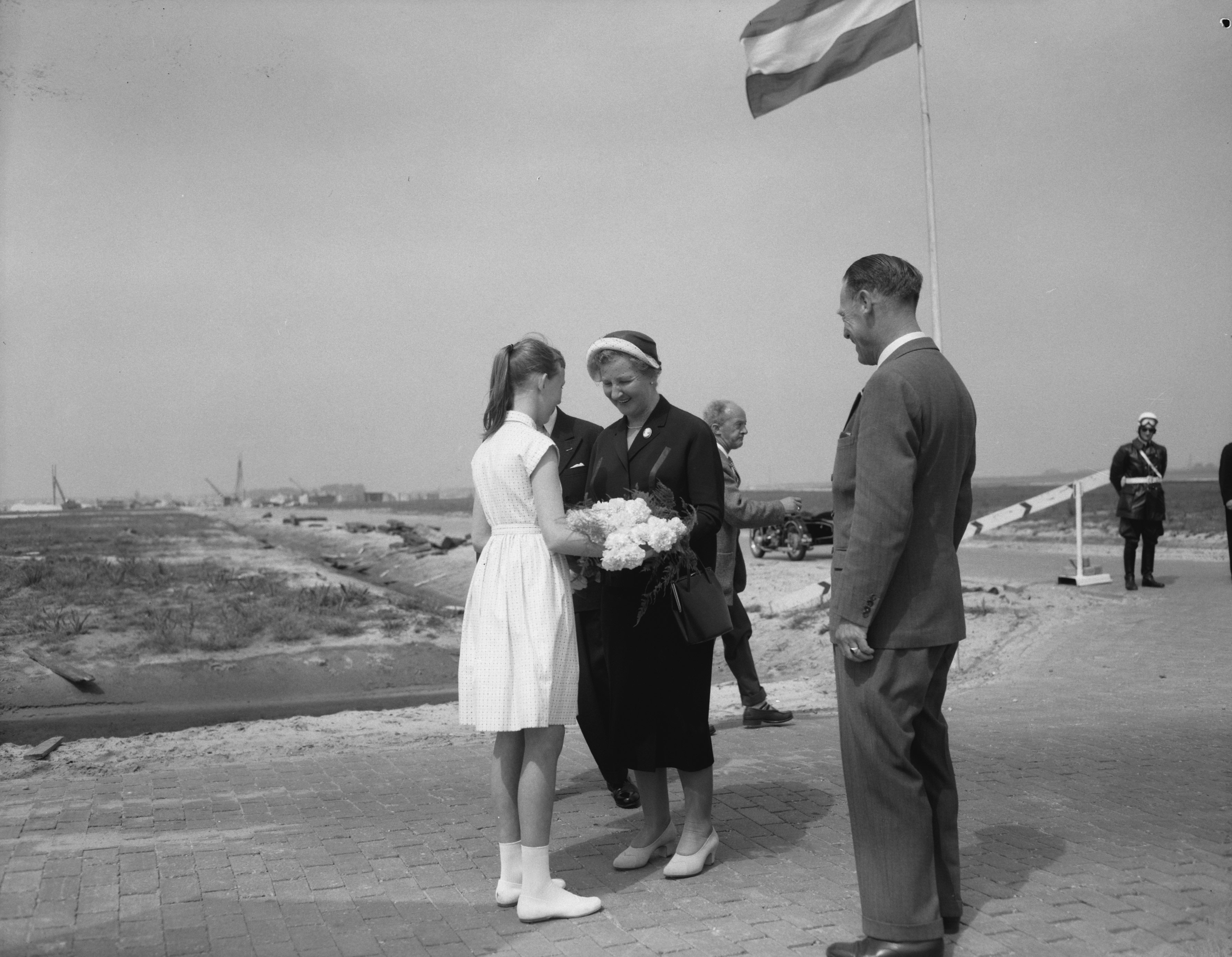
Commissaris der Koningin in Noord- Holland legt eerste steen in 1958

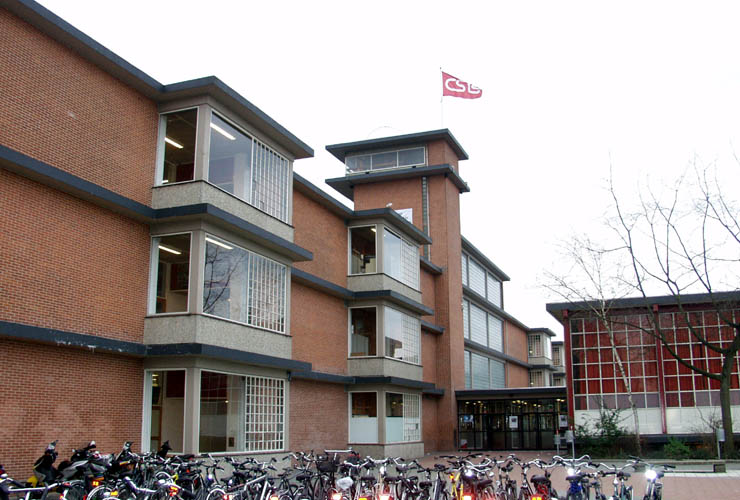
Gebouw van de Christelijke Scholengemeenschap Buitenveldert aan de De Cuserstraat.

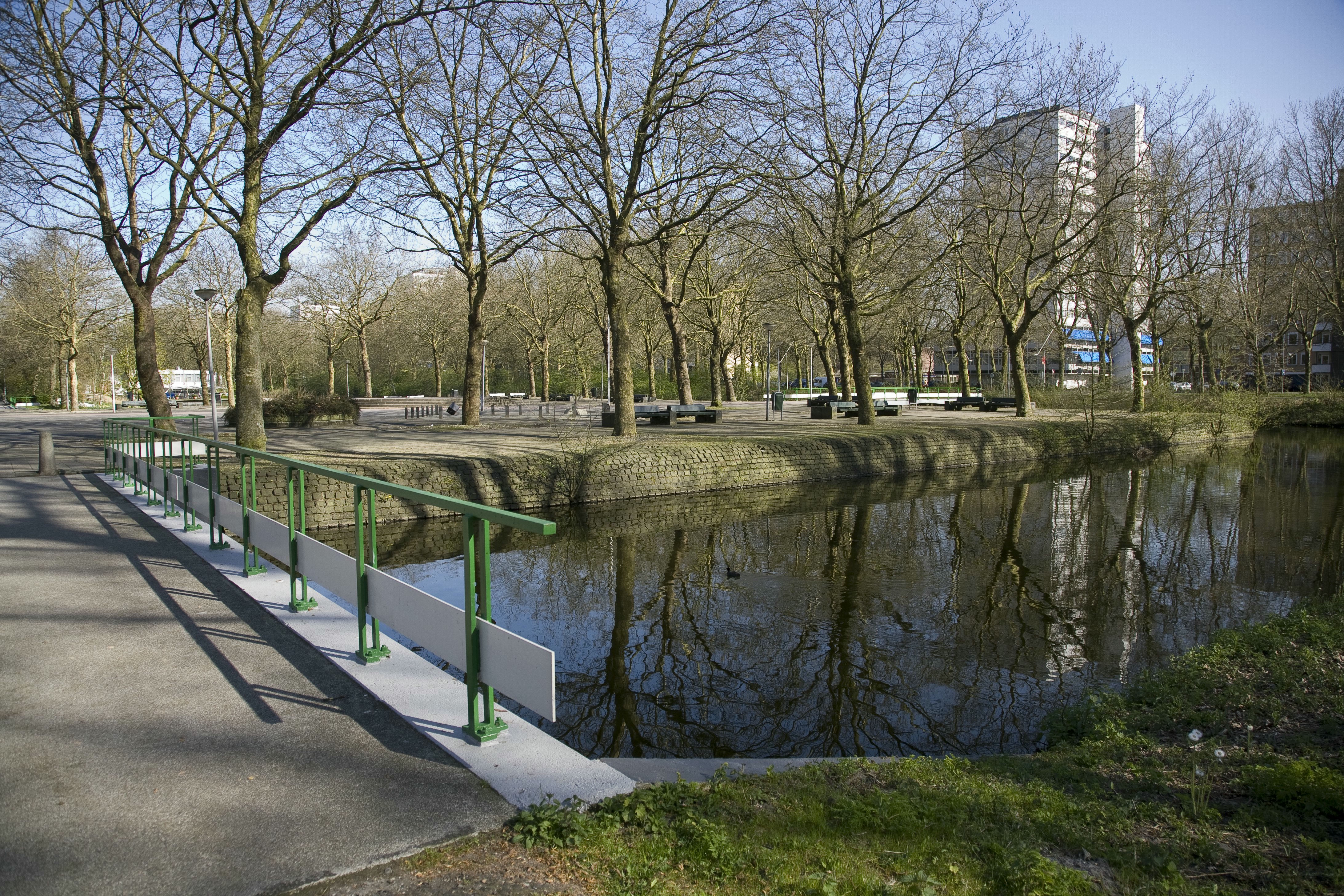
Het Gijsbrecht van Aemstelpark.

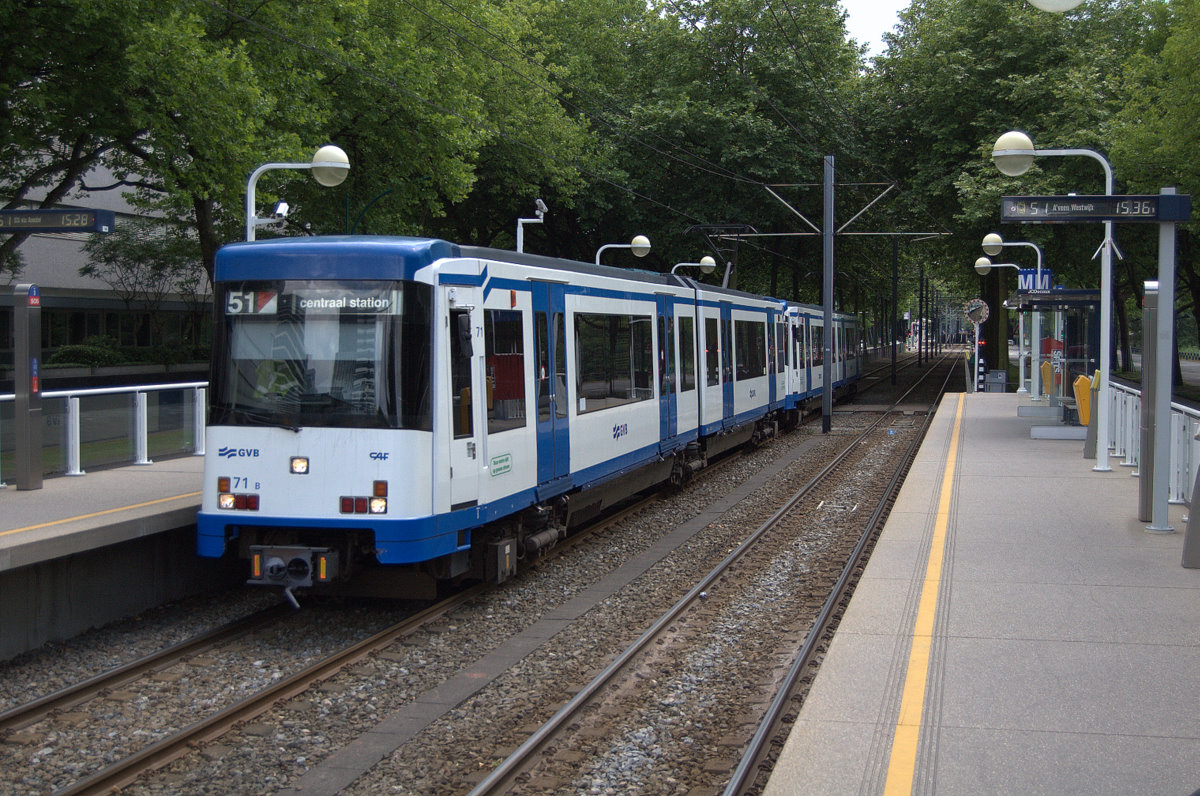
De metro/sneltramlijn 51 reed van 1990 tot en met 2019 via de Buitenveldertselaan dwars door de wijk. Halte De Boelelaan/VU met sneltram van lijn 51; 2011. Sinds 2020 is deze dienst vervangen door de Amsteltram.

Buitenveldert is een wijk gelegen in het stadsdeel Zuid in Amsterdam, in de Nederlandse provincie Noord-Holland. De naam is ontleend aan de gelijknamige buurtschap aan de Amstelveenseweg, ter hoogte van de Begraafplaats Buitenveldert. De buurtschap lag in de Binnendijkse Buitenvelderse polder, tussen de Amstel aan de oostzijde en de Amstelveenseweg aan de westzijde. Ten westen van de Amstelveenseweg bevindt zich de uitgeveende Buitendijkse Buitenvelderse polder.

## Oorsprong en geschiedenis
De huidige Binnendijkse Buitenvelderse polder (vroeger ook wel genoemd "Buijtenvelderse polder" of "Buijtenveldse polder") behoorde sinds de middeleeuwen tot het Amstelland, later gemeente Nieuwer-Amstel. Dit deel van Nieuwer-Amstel werd in 1921 bij de gemeente Amsterdam gevoegd, waarbij de Kalfjeslaan de zuidelijke gemeentegrens werd.
Voor 1854 werd Buitenveldert kerkelijk verenigd met Nieuwer-Amstel (dat in 1964 tot Amstelveen werd vernoemd). De Gereformeerden uit Buitenveldert hoorden tot Amstelveen waar in 1586 de eerste predikant werd beroepen. De statie van de rooms-katholieken uit Buitenveldert kreeg in 1656 een pastoor. Daarvoor gingen de meeste parochianen naar de kerk aan het Rustenburgerpad in Nieuwer-Amstel.
In Amsterdam was, als onderdeel van het Algemeen Uitbreidingsplan (A.U.P.) van 1935, naast de Westelijke Tuinsteden ook een uitbreiding aan de zuidkant geprojecteerd. In 1955 is gestart met de aanleg van de stadsuitbreiding, waarbij het plangebied in zijn geheeld opgehoogd werd met zand afkomstig uit Loosdrecht. In 1958 werd de eerste steen gelegd voor de tuinstad Buitenveldert. In 1959 konden de eerste woningen in gebruik genomen worden.
Met de instelling van de stadsdelen werd Buitenveldert in 1987 een apart stadsdeel. In 1998 werd de wijk, na de fusie met het stadsdeel Rivierenbuurt, onderdeel van stadsdeel Zuideramstel, waarvan ook de Prinses Irenebuurt deel uitmaakte. Sinds 2010 maakt Buitenveldert, na een volgende fusie tussen de stadsdelen Zuideramstel en Oud-Zuid, deel uit van Stadsdeel Zuid.
In het stadsdeel Zuid is ook het nieuw gebouwde grootstedelijk gebied Zuidas gelegen. De Zuidas vormt nu een separate wijk, ingeklemd tussen Buitenveldert, de Rivierenbuurt, en de Prinses Irenebuurt.

## Indeling en voorzieningen
Aan de noordzijde wordt de wijk begrensd door de Zuidas met de Ringweg A10. Hier ligt ook de Vrije Universiteit Amsterdam (VU) en het bij de universiteit behorende ziekenhuis (VUmc). VUmc heeft op het dak een landingsplaats voor een traumahelikopter. Aan de Amstelveenseweg is een Ronald McDonald-huis. Iets ten noorden van de wijk, aan de Fred. Roeskestraat, ligt de Rooms-Katholieke Begraafplaats Buitenveldert.
Aan de zuidzijde ligt de gemeentegrens met Amstelveen aan de Kalfjeslaan. Aan het oostelijke uiteinde van de Kalfjeslaan, aan de Amstel, staat de Riekermolen, met nabij een standbeeld van Rembrandt.
Aan de oostkant van de wijk, langs de Amstel, ligt het Amstelpark. In 1972 werd hier de Floriade gehouden. 
Aan de westzijde grenst de wijk aan het Amsterdamse Bos en de Bosbaan.
In een lange strook van west naar oost midden door Buitenveldert ligt het Gijsbrecht van Aemstelpark, een rijksmonumentaal park genoemd naar Gijsbrecht van Aemstel. Het maakt deel uit van een ecologische verbinding tussen het Amsterdamse Bos, vanaf de Ringvaart in de Haarlemmermeer, tot aan de Amstel.
De wijk Buitenveldert bestaat uit een mengeling van laag-, middel-, en hoogbouw, en was halverwege de jaren zeventig volgebouwd. De hoofdstraten zijn vernoemd naar baljuws van Amstelland, terwijl de overige straten zijn vernoemd naar de Nederlandse provincies en vooral naar kastelen en buitenplaatsen, gegroepeerd per provincie.
Dwars door de wijk van noord naar zuid lag het beoogde tracé van de Rotterdamseweg, een nooit gerealiseerde autosnelweg van Amsterdam naar Rotterdam via het Groene Hart. Tot de jaren tachtig bleef dit gebied in de wijk voor deze weg gereserveerd, maar toen deze uiteindelijk toch niet werd aangelegd, werd het gebied bestemd voor aanvullende woningbouw en volgebouwd.
Het belangrijkste winkelcentrum van Buitenveldert is het Gelderlandplein, een groot overdekt winkelcentrum met veel speciaalzaken. Veel (grotere) voorzieningen zijn geconcentreerd rond dit winkelcentrum. Daarnaast zijn er meerdere buurtwinkelcentra. Er zijn zeven verzorgings-/verpleeghuizen. Er zijn ook relatief veel verenigingen en sportclubs.
Er zijn zeven basisscholen, waaronder een school voor moeilijk lerende kinderen, de Alphons Laudyschool, de Merkelbachschool, De Ark, de Buitenveldertse Montessorischool, en de 12e Montessorischool de Stern. Deze laatste is tussen 2015 en 2018 gefaseerd opgeheven en overgegaan naar een IKC (Integraal KindCentrum) Kindercampus Zuidas. Voorts zijn er vier scholen voor voortgezet onderwijs, waaronder de Apollo, de Christelijke Scholengemeenschap Buitenveldert en de JSG Maimonides.

## Bewoners
Buitenveldert bestaat uit de wijken Buitenveldert-West en Buitenveldert-Oost. Op 1 januari 2021 telde Buitenveldert 21.534 inwoners, waarvan 13.568 in Buitenveldert-West en 7.966 Buitenveldert-Oost. Er wonen naar verhouding veel ouderen - in 2021 was ruim 24% van de bevolking 65 jaar of ouder. Veel van hen wonen er al sinds de bouw van de wijk. De gemiddelde woonduur in de wijk is bijna 11 jaar. Dit is langer dan gemiddeld in de stad (8,3 jaar) en Zuid (9,1 jaar). Er wonen relatief weinig hoogopgeleiden (30%). Het aandeel laagopgeleiden (maximaal VMBO) ligt rond het gemiddelde van de stad (30%) en hoger dan in Zuid (21%). Het aandeel westerse migranten is 23%. Dit is hoger dan gemiddeld in de stad 16% (Zuid 21%). Er is een instroom van gezinnen met jonge kinderen, allochtonen en studenten waardoor de bevolkingssamenstelling de komende jaren zal veranderen.
| Groep               | Buitenveldert-West | Buitenveldert-West | Buitenveldert-Oost | Buitenveldert-Oost | Buitenveldert (totaal) | Buitenveldert (totaal) | Buitenveldert (totaal) |
| Groep               | Aantal             | %                  | Aantal             | %                  | Aantal                 | % (totaal)             |                        |
| ------------------- | ------------------ | ------------------ | ------------------ | ------------------ | ---------------------- | ---------------------- | ---------------------- |
| Nederlands          | 6.167              | 45,45              | 3.489              | 43,80              | 9.656                  | 44,84                  |                        |
| Westers             | 3.885              | 28,63              | 1.995              | 25,04              | 5.880                  | 27,31                  |                        |
| Totaal niet-westers | 3.516              | 25,91              | 2.482              | 31,16              | 5.998                  | 27,81                  |                        |
| Surinaams           | 487                | 3,59               | 301                | 3,78               | 788                    | 3,66                   |                        |
| Antilliaans         | 134                | 0,99               | 76                 | 0,95               | 210                    | 0,98                   |                        |
| Turks               | 249                | 1,82               | 214                | 2,69               | 463                    | 2,15                   |                        |
| Marokkaans          | 263                | 1,94               | 184                | 2,31               | 447                    | 2,08                   |                        |
| Overig niet-westers | 2.383              | 17,56              | 1.707              | 21,43              | 4.090                  | 18,99                  |                        |
| Totaal              | 13.568             | 100,00             | 7.966              | 100,00             | 21.534                 | 100,00                 |                        |

In Buitenveldert woont een aanzienlijke Joodse gemeenschap. Belangrijke factor was de nabijheid van Joodse voorzieningen in Oud-Zuid. Opperrabbijn Aron Schuster opende in 1965 de eerste synagoge in het dan nieuwe stadsdeel Buitenveldert. Daarnaast is er een eigen synagoge, de scholen Rosj Pina, Maimonides en Cheider, winkels, eetgelegenheden en andere voorzieningen (velen gelegen in de Kastelenstraat), waaronder een joods cultureel centrum, het bejaardentehuis/woonzorgcentrum Beth Shalom, een beet midrasj en het als eerste in Europa geopende Joodse hospice Immanuel.
Daarnaast kent de wijk een groot aantal Japanse bewoners die eveneens eigen winkels en eetgelegenheden hebben. Ook is er een expat-gemeenschap, mede vanwege de nabijheid van de Zuidas, een internationale kantorenlocatie.

## Verkeer en vervoer
Buitenveldert is voor het wegverkeer bereikbaar via de Ringweg van Amsterdam, de A10. De aansluitingen bij de Amstelveenseweg (S108) en de RAI (S109) ontsluiten de wijk in het noorden aan respectievelijk de west- en de oostzijde.

### Trein en metro
De treinstations Amsterdam Zuid (geopend 1978) en Amsterdam RAI (geopend 1981) zijn gelegen aan de noordzijde van Buitenveldert. Sinds 1990 en 1997 worden de twee stations ook bediend door respectievelijk de metrolijnen 51 en 50. Station Amsterdam Zuid is sinds 2018 tevens het zuidelijke kopstation van metrolijn 52, de Noord/Zuidlijn.

### Tram
Buitenveldert wordt bediend door tramlijnen 5 en 25, die rijden over de Buitenveldertselaan. Bovendien liggen de eindhaltes van tramlijnen 4 en 24 aan de noordzijde van Buitenveldert, respectievelijk bij Station Amsterdam RAI en de VU.

#### Ontwikkeling van de tramverbindingen
Vanaf 1988 is de eindhalte van tramlijn 4 gelegen in het uiterst noordoostelijke puntje van Buitenveldert, bij Drentepark (nu Vivaldi) en Station Amsterdam RAI. 
Sinds 1990 rijdt tramlijn 5 vanuit het centrum van Amsterdam via Station Zuid naar het winkelcentrum van Amstelveen, en volgde sneltramlijn 51 (de Amstelveenlijn) deels dezelfde route over de Buitenveldertselaan, maar met als eindhalte Amstelveen Westwijk. Na het inkorten van van de sneltramlijn tot de huidige metrolijn 51, rijdt vanaf 13 december 2020 de Amsteltram (tramlijn 25) tussen station Zuid en Amstelveen Westwijk. Op 20 juli 2024 is de Uithoornlijn in gebruik genomen, en rijdt de Amsteltram vanaf station Zuid via Amstelveen Westwijk door naar Uithoorn.
Sinds 2003 is ook het VUmc per tram bereikbaar, omdat tramlijn 16 werd verlengd vanaf de Amstelveenseweg via de De Boelelaan naar de Gustav Mahlerlaan. Tussen 2004 en 2006 reed ook lijn 6 hier, en sinds 2006 is lijn 24 er bij gekomen. Op 31 oktober 2011 werd voor de lijnen 16 en 24 een nieuwe keerlus bij de halte De Boelelaan / VU in gebruik genomen, ter vervanging van de keerlus aan Gustav Mahlerlaan, die moest wijken voor een nieuw gebouw. Op 22 juli 2018 werd lijn 16 opgeheven.

### Bus
Bus 62 rijdt door het oostelijk gedeelte van de wijk. Twee buslijnen van Connexxion rijden langs het westelijk gedeelte van de wijk naar Amstelveen waarvan één verbinding geeft met onder meer Amsterdam-Centrum, Aalsmeer en Kudelstaart. Een drietal servicelijnen richting winkelcentrum Gelderlandplein worden gefinancierd door de eigenaar van het winkelcentrum, maar geëxploiteerd door het GVB.

## Trivia
Een bekende inwoner van Buitenveldert was politicus drs. Joop den Uyl (zijn bijnaam was "de doctorandus uit Buitenveldert"), die hier samen met zijn echtgenote Liesbeth van Vessem en hun gezin woonde. Hun naaste buren waren de revueartiesten Willy Walden en Aase Rasmussen. Enkele huizen daarvandaan woonde Cornelis van Eesteren, die aan de basis van het ontwerp van Buitenveldert stond. Een gevleugelde uitspraak van de stedenbouwkundige is: "Als je werkelijk wilt weten hoe ik het Algemeen Uitbreidingsplan bedoeld heb, dan moet je in Buitenveldert gaan kijken." Hij woonde er zelf tot op hoge leeftijd en naar volle tevredenheid.
Buitenveldert is onderwerp van het liedje Zondagmiddag Buitenveldert, in 1969 geschreven door Michel van der Plas en gezongen door de zanger/cabaretier Frans Halsema. Het refrein van het nummer verwijst telkens naar het overvliegen van een DC-9, in verband met de aanwezigheid van het vliegverkeer boven de wijk. Een deel van Buitenveldert is namelijk gelegen in het verlengde van de Buitenveldertbaan, een start- en landingsbaan van luchthaven Schiphol.